# Asobara rufimalawiana
Asobara rufimalawiana är en stekelart som beskrevs av Fischer 2007. Asobara rufimalawiana ingår i släktet Asobara och familjen bracksteklar. Inga underarter finns listade.